# Kostas Evangelatos

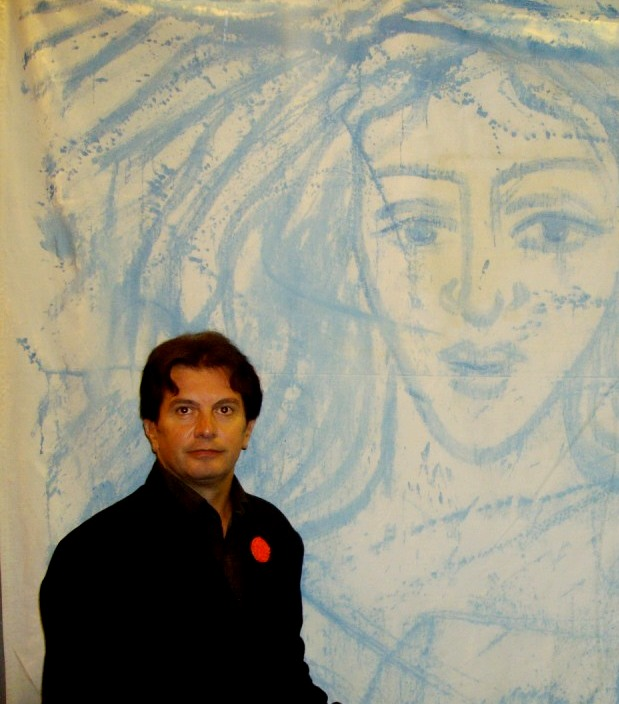
Kostas Evangelatos

Kostas Evangelatos, griechisch Κώστας Ευαγγελάτος, (* 1957 in Argostoli) ist ein griechischer Künstler und Dichter.

## Leben
Von 1975 bis 1977 lernte Evangelatos freies Handzeichnen in Athener Werkstätten. 1981 schloss er an der Athener Universität sein Jurastudium ab. Er studierte von 1983 bis 1985 Geschichte der zeitgenössischen Kunst und Malerei an der Universität The New School in Manhattan, New York. Von 1986 bis 1993 war er künstlerischer Leiter der Galerie DADA in Athen. Im Oktober 1990 gründete er die sogenannte Gruppe bildender Künstler des ART STUDIO EST.

## Werke
Evangelatos zeigte seine Werke in 39 Einzelausstellungen in Griechenland und im Ausland und nahm an vielen kollektiven Ausstellungen teil, wie 1984 bei Writers and Books Inc. Rochester in New York, 1985 im Orraca Studio in New York, in der Fordham University im Lincoln Zentrum in New York, in der Galerie DADA in Athen, 1988 im Center Cultural „Les Fontaines“ in Chantilly in Frankreich, 1994 in der Winterschool in Glasgow in Schottland, an der Plain Air '94 in Avignon in Frankreich, 1996 in der Opus 39 Gallery in Nikosia, Zypern, an den Ausstellungen „Message in bottle“ in Zypern und in Spanien.